# Ben Foster (acteur)
Pour les articles homonymes, voir Foster et Ben Foster.
Ben Foster est un acteur et producteur américain, né le 29 octobre 1980 à Boston (Massachusetts).

## Biographie
Ben Foster est né de l'union de Gillian Kirwan (née Sterling) et Steven Foster,. Il a un frère cadet Jon, qui est aussi acteur. Ses grands-parents paternels, Celia (née Segal) et Abraham Frank Foster, un juge et homme politique à Boston ont émigré de Russie et ont aussi des origines juives,,.
Ils déménagent à ses quatre ans à Fairfield, Iowa, après un cambriolage traumatisant. Il pratique la méditation transcendentale et rejoint la Maharishi School of the Age of Enlightenment.
À seize ans, il quitte l'école pour Los Angeles afin de se lancer dans une carrière d'acteur.

### Carrière

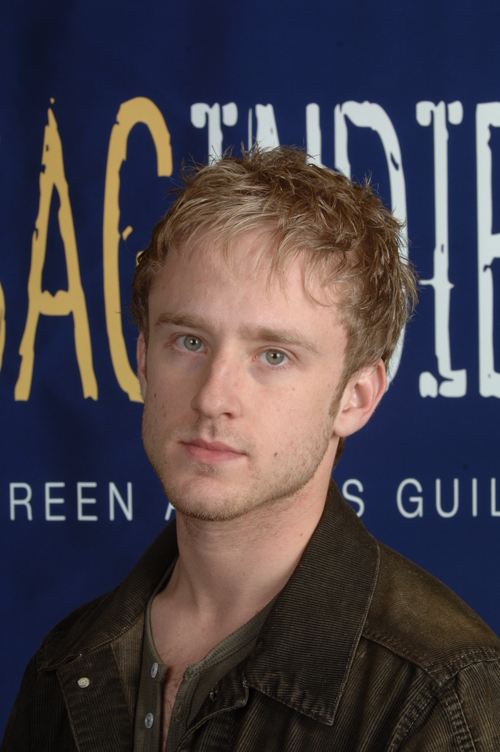
Ben Foster lors du Festival du film de Sundance en janvier 2006.

À douze ans, il a écrit, réalisé et interprété un rôle dans une pièce de théâtre qui a obtenu un prix international.
En 1996, il est engagé pour la première fois dans une série télévisée Disney Channel Chahut au bahut (Flash Forward). La même année, il commence sa carrière au cinéma avec un rôle secondaire dans le film Kounterfeit.
En 1998, il auditionne pour le rôle du film Donnie Darko qu'il n'obtient pas (obtenu par Jake Gyllenhaal).
C'est en 1999 qu'il obtient son premier rôle principal (Ben Kurtzman) qui le fait connaître du public dans le film Liberty Heights de Barry Levinson.
En 2005, il se fait connaître davantage grâce à son rôle de Russell Corwin dans la série télévisée Six Feet Under.
En 2006, il obtient le rôle de Warren Worthington III / Angel dans X-Men : L'Affrontement final.
En 2015, il incarne Lance Armstrong dans le film de Stephen Frears The Program.
En 2016, il tient l'un des rôles principaux du film Warcraft : Le Commencement, inspiré du jeu vidéo World of Warcraft,.

### Vie privée
De 2012 à 2015, il a été le compagnon de l'actrice américaine Robin Wright.
De février à mars 2016, les tabloïds américains lui prêtent une relation avec la chanteuse et mannequin britannique Karen Elson.
Depuis juillet 2016, il est en couple avec l'actrice américaine Laura Prepon. En octobre de la même année, ils annoncent leurs fiançailles. En août 2017, Laura Prepon donne naissance à une fille prénommée Ella. Le couple se marie ensuite en juin 2018. En février 2020, Laura Prepon donne naissance à un garçon.

## Filmographie

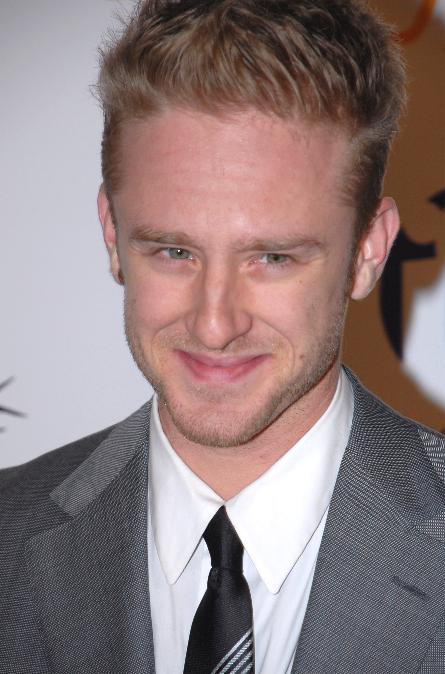
Ben Foster au Hollywood Life Magazine’s 7th Annual Breakthrough Awards en décembre 2007.

### Cinéma

#### Longs métrages
- 1996 : Kounterfeit (en) de John Mallory Asher : Travis
- 1999 : Liberty Heights de Barry Levinson : Ben Kurtzman
- 2001 : Allison Forever (Get Over It) de Tommy O'Haver : Berke Landers
- 2002 : Big Trouble de Barry Sonnenfeld : Matt Arnold
- 2002 : Phone Game (Phone Booth) de Joel Schumacher : Big Q
- 2003 : Northfork (en) des Frères Polish : Cod
- 2003 : 11:14 de Greg Marks : Eddie
- 2004 : The Punisher de Jonathan Hensleigh: Dave
- 2004 : Le Livre de Jérémie (The Heart Is Deceitful Above All Things) d'Asia Argento : Fleshy Boy
- 2005 : Otage (Hostage) de Florent-Emilio Siri : Mars Krupcheck
- 2006 : Alpha Dog de Nick Cassavetes : Jake Mazursky
- 2006 : X-Men : L'Affrontement final (X-Men: The Last Stand) de Brett Ratner : Warren Worthington III / Archangel
- 2007 : 3 h 10 pour Yuma (3:10 to Yuma) de James Mangold : Charlie Prince
- 2007 : 30 jours de nuit (30 Days of Night) de David Slade : l'étranger
- 2008 : Birds of America de Craig Lucas : Jay
- 2009 : The Messenger de Oren Moverman : sergent Will Montgomery
- 2009 : Pandorum de Christian Alvart : caporal Bower
- 2011 : Here de Braden King : Will Shepard
- 2011 : Le Flingueur (The Mechanic) de Simon West : Steve McKenna
- 2011 : 360 de Fernando Meirelles : Tyler
- 2011 : Rampart d'Oren Moverman : le général Terry[n 1],[18] - également producteur
- 2012 : Contrebande de Baltasar Kormákur : Sebastian Abney
- 2013 : North of South, West of East de Meredith Danluck : Cass
- 2013 : Kill Your Darlings de John Krokidas : William S. Burroughs
- 2013 : Les Amants du Texas (Ain't Them Bodies Saints) de David Lowery : Patrick Wheeler - également chanteur : I Will Go A'wandering No More
- 2013 : Du sang et des larmes (Lone Survivor) de Peter Berg : Matthew « Matt, Axe » Axelson
- 2014 : National Theatre Live: A Streetcar Named Desire de Benedict Andrews et Nick Wickham : Stanley Kowalski
- 2015 : The Program de Stephen Frears : Lance Armstrong
- 2016 : The Finest Hours de Craig Gillespie : Richard Livesey
- 2016 : Comancheria (Hell or High Water) de David Mackenzie : Tanner
- 2016 : Warcraft : Le Commencement (Warcraft) de Duncan Jones : Medivh
- 2016 : Inferno de Ron Howard : Bertrand Zobrist
- 2017 : Rock'n Roll de Guillaume Canet : Ben Foster[n 2]
- 2017 : Hostiles de Scott Cooper : le sergent Philip Wills
- 2018 : Leave No Trace de Debra Granik : Will
- 2018 : Galveston de Mélanie Laurent : Roy Cady
- 2021 : Le Survivant  (The Survivor) de Barry Levinson : Harry Haft (également producteur)
- 2022 : The Contractor de Tarik Saleh : Mike
- 2022 : Le Haut du panier (Hustle) de Jeremiah Zagar : Vince Merrick
- 2022 : Medieval de Petr Jákl (en) : Jan Žižka
- 2023 : Emancipation d'Antoine Fuqua : Fassel
- 2023 : Finestkind de Brian Helgeland : Tom Eldridge
- 2025 : Christy de David Michôd : James V. Martin

#### Courts métrages
- 2009 : Blink de Silas Howard : AJ
- 2014 : Until We Could de David Lowery et Yen Tan : le narrateur (voix originale)
- 2016 : Chris Stapleton: Fire Away de Tim Mattia : le shérif

### Télévision

#### Téléfilms
- 1998 : Je t'ai trop attendue (I've Been Waiting for You) : Charlie
- 1998 : Einstein, le chien savant (Breakfast with Einstein) : Ryan
- 1998 : 1973 : Peter
- 2002 : Bang bang t'es mort (Bang Bang You're Dead) : Trevor Adams
- 2002 : Le Projet Laramie (The Laramie Project) de Moisés Kaufman : Aaron Kreifels

#### Séries télévisées
- 1996-1997 : Chahut au bahut (Flash Forward) : Tucker James (27 épisodes)
- 1998 : You Wish : Earl (1 épisode)
- 1999 : Freaks and Geeks : Eli (2 épisodes)
- 2000 : Associées pour la loi (Family Law) : Jason Nelson (1 épisode)
- 2002 : Boston Public : Max Warner (1 épisode)
- 2003-2005 : Six Feet Under : Russell Corwin (22 épisodes)
- 2005 : Dead Zone (The Dead Zone) : Darren Foldes (1 épisode)
- 2007 : Earl (My Name Is Earl) : Glenn (2 épisodes)
- 2012 : Robot Chicken : Orville Redenbacher et un passager du temps (série d'animation - voix originale, saison 6, épisode 1)

## Voix francophones
En France, Alexandre Gillet est la voix française régulière de Ben Foster depuis 1998 (dans 14 films, un téléfilm et une série télévisée). Benoît Magimel, Jean-Christophe Dollé, Jérôme Pauwels et Damien Witecka l'ont également doublé dans deux films chacun. À noter que dans le film Rock'n Roll, l'acteur n'est pas doublé, celui-ci jouant ses dialogues en anglais. Guillaume Canet lui donne également la réplique dans cette même langue.
Au Québec, Martin Watier est la voix québécoise régulière de l'acteur (dans 13 films). Louis-Philippe Dandenault l'a également doublé à quatre reprises.